# Hippopotamus (restaurant)
Pour les articles homonymes, voir Hippopotamus.
Hippopotamus est une chaîne de restaurants à viande créée en 1968. Essentiellement présente en France, elle appartient au groupe Flo, détenu en majorité par le groupe Bertrand. La chaîne est exploitée par la société Hippo Gestion.

## Histoire
1968 : Christian Guignard lance un premier restaurant grill non loin de l'avenue des Champs-Élysées à Paris où une côte de bœuf, présentée sur une planche de bois épaisse, est à découper avec un couteau très aiguisé ; la viande est accompagnée de frites allumettes.
1992 : le Groupe Flo, dirigé par Jean-Paul Bucher, achète la totalité du capital d'Hippopotamus (15 restaurants). 
2000 : Hippopotamus entame son développement international avec l’ouverture de son premier restaurant à Istanbul.
2007 : Hippopotamus ouvre son 100e restaurant.
2017 : Changement d’actionnaire du groupe Flo avec la prise de contrôle par le groupe Bertrand.
2018 : Hippopotamus entame sa transformation de marque et de réseau portée par la refonte de ses cartes, une nouvelle identité visuelle (l’hippopotame historique de la marque disparaît de son logo) et un nouveau concept de « Steak House à la française ».

## Activité, rentabilité, effectif
|                                           | 2014  | 2015   | 2016 | 2017  | 2018   | 2019 |
| ----------------------------------------- | ----- | ------ | ---- | ----- | ------ | ---- |
| Chiffre d'affaires en millions d'euros    | 180   | 171    | n.c  | 147   | 143    |      |
| Résultat net en millions d'euros (pertes) | - 6,9 | - 12,1 | n.c. | - 33  | - 20,6 |      |
| Effectif moyen annuel                     | 2 509 | 2 419  | n.c. | 2 297 | n.c.   |      |